# Qué bonito
«Qué bonito» o «¡Qué bonito!» es una canción de la cantautora española Rosario Flores. Fue presentado como el primer sencillo de su álbum Mucho por vivir (1996). En 2016, Vicky Corbacho versionó la canción en bachata, siendo repercutida principalmente en Perú.

## Composición
Flores escribió la canción en homenaje a su hermano Antonio, a quien considera «pieza fundamental», cuyo fallecimiento, ocurrido el 30 de mayo de 1995, marcó su vida. Para El Mundo, declaró: «Estaba durmiendo cuando algo me despertó. Oí algo de Antonio y me fui corriendo para la cabaña donde vivía mi hermano. Pensé que se había caído o que se había dado un golpe, pero nunca… Se había ido al cielo. Fue un shock para mí que duró mucho tiempo». Según Rosario, Antonio falleció de una insuficiencia respiratoria.

## Versión de Vicky Corbacho
El 27 de mayo de 2016, la cantante española Vicky Corbacho estrenó una versión en bachata. Perú fue uno de los países donde obtuvo mayor resonancia, llegando a ocupar los primeros lugares en las radios y plataformas digitales. En 2017, fue integrado en su álbum It's Vicky.

### Grabación
Respecto a la grabación del sencillo, Corbacho declaró: «Yo no tenía fe a esta canción, porque en España es muy conocido con Rocío Flores [sic], su creadora. Hasta que me lo propusieron y en buena hora acepté porque gusto al público. En Lima se hizo muy popular, por eso he venido varias veces».

### Videoclip
Un videoclip del tema fue estrenado el 8 de septiembre de 2017. En abril de 2022, se anunció otro videoclip protagonizado por la modelo peruana Rosángela Espinoza y el bailarín argentino Lucas Piró.

### Recepción crítica
En mayo de 2017, la emisora de radio Ritmo Romántica realizó una lista de «5 bachatas que enamoran», la cual es encabezada por «Qué bonito», debido a que era «la canción del momento, la engreída del público y todas las radios».

### Posicionamiento en listas
| Lista (2017)          | Mejor posición |
| --------------------- | -------------- |
| Perú (Monitor Latino) | 1              |

| Lista (2017)          | Posición |
| --------------------- | -------- |
| Perú (Monitor Latino) | 6        |
| Perú (Unimpro)        | 1        |

## Otras versiones
- En 1997, el grupo Sin Fronteras lanzó una versión en merengue en su álbum Sin Fronteras.[16]
- El 21 de agosto de 1999, el grupo argentino de cuarteto Banda XXI lanzó una versión en su álbum Los verdugos de la mufa.[17]
  - El 1 de noviembre de 2019, el mismo reversionó la canción en colaboración de Jorge Rojas, siendo presentado como sencillo.[18]
- El 1 de enero de 2007, la banda argentina Sabroso publicó una versión en su álbum El tributo.[19]
- En 2020 la cantautora canaria Valeria Castro versiona “Qué bonito”.